# Philodromus albofrenatus
Philodromus albofrenatus este o specie de păianjeni din genul Philodromus, familia Philodromidae, descrisă de Simon, 1907.
Este endemică în Bioko. Conform Catalogue of Life specia Philodromus albofrenatus nu are subspecii cunoscute.